# Cantonul Le Plessis-Robinson
Cantonul Le Plessis-Robinson este un canton din arondismentul Antony, departamentul Hauts-de-Seine, regiunea Île-de-France, Franța.

## Comune
| Comune                   | Populație (1999) | Cod poștal | Cod INSEE |
| ------------------------ | ---------------- | ---------- | --------- |
| Clamart, commune entière | 51.407           | 92.140     | 92.023    |
| Le Plessis-Robinson      | 24.675           | 92.350     | 92.060    |